# Eurygaster minidoka
Eurygaster minidoka är en insektsart som beskrevs av Bliven 1956. Eurygaster minidoka ingår i släktet Eurygaster och familjen sköldskinnbaggar. Inga underarter finns listade i Catalogue of Life.